# Красногорское (Алтайский край)
Красного́рское — село в Алтайском крае, административный центр Красногорского района и Красногорского сельсовета.

## География
Расположено в 233 км к юго-востоку от Барнаула. Село связано с городами и районами края автомобильными трассами. До ближайшей железнодорожной станции Бийск — 110 км.

## История
Основано в 1811 году. В селе Старая Барда в 1907 году была создана Старобардинская маслоартель, объединявшая 350 человек. 28 декабря 1912 года усилиями кооператоров была пущена электростанция. Она имела турбину английской фирмы «Френцисс» мощностью 95 лошадиных сил. В домах кооператоров зажглись 700 электрических ламп мощностью от 10 до 50 свечей.
В 1960 году указом Президиума Верховного Совета РСФСР село Старая Барда переименовано в Красногорское.

## Население
| 1926  | 1959  | 1970  | 1979  | 1989  | 1997  | 1998  | 1999  | 2000  | 2001  |
| ----- | ----- | ----- | ----- | ----- | ----- | ----- | ----- | ----- | ----- |
| 3495  | ↗3934 | ↗4312 | ↗5783 | ↗6551 | ↘5458 | ↘5290 | ↗5320 | ↗5352 | ↘5332 |
| 2002  | 2003  | 2004  | 2005  | 2006  | 2007  | 2008  | 2009  | 2010  | 2011  |
| ↘5118 | ↗5273 | ↘5214 | ↗5218 | ↗6649 | ↘6641 | ↘6576 | ↘6509 | ↘5993 | ↘5983 |
| 2012  | 2013  | 2021  |       |       |       |       |       |       |       |
| ↘5908 | ↘5850 | ↘5275 |       |       |       |       |       |       |       |

## Культура
Объекты социальной сферы: поликлиника, больница, две общеобразовательные школы, музыкальная школа, детско-юношеская спортивная школа «Виктория», три детских сада, две библиотеки, районный Дом культуры, районный детский Дом творчества, два СДК, 2 стадиона.
В октябре 2009 года к 85-летию Красногорского района в центре села была установлена 8-метровая(в ширину) стела в честь Аггея Антонова — создателя первой в Сибири гидроэлектростанции, которая была возведена на местной реке Чапше.

## Экономика
В селе находятся хлебокомбинат, маслосырзавод, предприятия по переработке гречихи, общепит, сельпо, автопредприятие, агроснаб, ДРСУ, райтоп, лесничество, коммунальное хозяйство, СПК «Красногорский».

## Люди, связанные с селом
- Баляев, Яков Илларионович (1924—1945) — советский военнослужащий, участник советско-японской войны, Герой Советского Союза.
- Гончаров, Юрий Михайлович — доктор исторических наук, профессор кафедры отечественной истории Алтайского государственного университета.
- Антонов, Аггей Ефимович — предприниматель, главный идеолог кооперации в Старой Барде (село Красногорское), создатель первой в Сибири ГЭС.